# Уряд Ліберії
Уряд Ліберії — вищий орган виконавчої влади Ліберії.

## Голова уряду
- Президент — Елен Джонсон-Серліф (англ. Ellen Johnson Sirleaf).
- Віце-президент — Джозеф Боакай (англ. Joseph Boakai).

## Кабінет міністрів
Склад чинного уряду подано станом на 15 січня 2015 року.
| Логотип | Міністерство                                             | Міністр                                          | Фото | Час на посаді | Час на посаді | Партія | Партія | Вебсайт |
| ------- | -------------------------------------------------------- | ------------------------------------------------ | ---- | ------------- | ------------- | ------ | ------ | ------- |
|         | Міністерство внутрішніх справ                            | Моріс Дукулі (Morris Dukuly)                     |      |               |               |        |        |         |
|         | Міністерство гендеру і розвитку                          | Джулія Данкан-Кассель (Julia Duncan-Cassell)     |      |               |               |        |        |         |
|         | Міністерство житлово-комунального господарства           | Антоніетт Вікс (Antoinette Weeks)                |      |               |               |        |        |         |
|         | Міністерство земель, гірництва та енергетики             | Патрік Сендоло (Patrick Sendolo)                 |      |               |               |        |        |         |
|         | Міністерство закордонних справ                           | Августін Кпехе Нгафуан (Augustine Kpehe Ngafuan) |      |               |               |        |        |         |
|         | Міністерство інформації, культури і туризму              | Левіс Браун (Lewis Brown)                        |      |               |               |        |        |         |
|         | Міністерство молоді та спорту                            | Євген Нагбе (Eugene Nagbe)                       |      |               |               |        |        |         |
|         | Міністерство оборони                                     | Брауні Самукай (Brownie Samukai)                 |      |               |               |        |        |         |
|         | Міністерство освіти                                      | Етмоніа Давід Трапех (Etmonia David Tarpeh)      |      |               |               |        |        |         |
|         | Міністерство охорони здоров'я і соціального забезпечення | Волтер Гвенінгейл (Walter Gweningale)            |      |               |               |        |        |         |
|         | Міністерство пошти і телекомунікацій                     | Фредерік Норкех (Frederick Norkeh)               |      |               |               |        |        |         |
|         | Міністерство праці                                       | Джуа Лоусон (Juah Lawson)                        |      |               |               |        |        |         |
|         | Міністерство сільського господарства                     | Флоренс Ченовес (Florence Chenoweth)             |      |               |               |        |        |         |
|         | Міністерство торгівлі та промисловості                   | Аксель Марсель Едді (Axel Marcel Addy)           |      |               |               |        |        |         |
|         | Міністерство транспорту                                  | Торнолах Варпілах (S. Tornolah Varpilah)         |      |               |               |        |        |         |
|         | Міністерство фінансів і планування                       | Амара Коннех (Amara Konneh)                      |      |               |               |        |        |         |
|         | Міністерство юстиції                                     | Крістіан Тах (Christiana Tah)                    |      |               |               |        |        |         |
|         | Державний міністр у справах президента                   | Едвард Маклейн молодший (Edward Mclain, Jr.)     |      |               |               |        |        |         |